# 慕加希军团
慕加希軍團 (意譯：聖戰軍團) 是巴基斯坦军队的一支准军事部队，成立于1963年9月9日，由指揮官少校沙基·達勒·汗创立。该团是在国家紧急情况和战争期间支持和补充正规军的概念下提出的。该团于2020年并入军队。总部设在阿扎德克什米爾，成立于1992年，2005年被赋予中心地位，2020年被授予中央團的地位。
他們的徽章描绘了一颗星星，由新月形的两个尖端支撑，在垂直位置上紧握手腕，向上指向一把匕首，停在一幅卷轴上，上面刻着乌尔都语的战争口號。